# نورا جونسون
نورا جونسون (بالإنجليزية: Nora Johnson)‏ (31 يناير 1933، هوليوود في الولايات المتحدة - 5 أكتوبر 2017، دالاس في الولايات المتحدة)؛ روائية أمريكية.

## روابط خارجية
- نورا جونسون على موقع IMDb (الإنجليزية)
- نورا جونسون على موقع أول موفي (الإنجليزية)
- نورا جونسون على موقع قاعدة بيانات برودواي على الإنترنت (الإنجليزية)
- نورا جونسون على موقع قاعدة بيانات الفيلم (الإنجليزية)
- نورا جونسون على موقع كينوبويسك (الروسية)